# オオコウモリ属
オオコウモリ属（Pteropus）は哺乳綱翼手目オオコウモリ科の属。世界最大サイズのコウモリのグループである。南アジア、東南アジア、オーストラリア、東アフリカ、インド洋と太平洋の島嶼部に分布する。現生種は60種以上。

## 現生種
川田ほか（2018）による。
- Pteropus オオコウモリ属
  - Pteropus admiralitatum アドミラルティオオコウモリ
  - Pteropus aldabrensis アルダブラオオコウモリ
  - Pteropus alecto クロオオコウモリ
  - Pteropus anetianus ニューヘブリデスオオコウモリ
  - Pteropus aruensis アルオオコウモリ
  - Pteropus banakrisi モアオオコウモリ
  - Pteropus brunneus パーシーオオコウモリ
  - Pteropus caniceps モルッカオオコウモリ
  - Pteropus capistratus ビスマルクオオコウモリ
  - Pteropus chrysoproctus アンボンオオコウモリ
  - Pteropus cognatus マキラオオコウモリ
  - Pteropus conspicillatus メガネオオコウモリ
  - Pteropus dasymallus クビワオオコウモリ
  - Pteropus faunulus ニコバルオオコウモリ
  - Pteropus fundatus バンクスオオコウモリ
  - Pteropus giganteus インドオオコウモリ
  - Pteropus gilliardorum ギリアードオオコウモリ
  - Pteropus griseus ハイイロオオコウモリ
  - Pteropus howensis ハウエンスオオコウモリ
  - Pteropus hypomelanus ヒメオオコウモリ
  - Pteropus insularis ムナジロオオコウモリ
  - Pteropus intermedius ビルマオオコウモリ
  - Pteropus keyensis カイオオコウモリ
  - Pteropus leucopterus ルソンオオコウモリ
  - Pteropus livingstonii コモロオオコウモリ
  - Pteropus lombocensis ロンボクオオコウモリ
  - Pteropus loochoensis オキナワオオコウモリ
  - Pteropus lylei ライルオオコウモリ
  - Pteropus macrotis オオミミオオコウモリ
  - Pteropus mahaganus マハガンオオコウモリ
  - Pteropus mariannus マリアナオオコウモリ
  - Pteropus melanopogon クロヒゲオオコウモリ
  - Pteropus melanotus クロミミオオコウモリ
  - Pteropus molossinus カロリンオオコウモリ
  - Pteropus neohibernicus ビズマークオオコウモリ
  - Pteropus niger クマオオコウモリ
  - Pteropus nitendiensis サンタクルーズオオコウモリ
  - Pteropus ocularis セラムオオコウモリ
  - Pteropus ornatus ハレギオオコウモリ
  - Pteropus pelewensis パラオオオコウモリ
  - Pteropus personatus マスクオオコウモリ
  - Pteropus pilosus オオパラオオオコウモリ
  - Pteropus pohlei ニューギニアオオコウモリ
  - Pteropus poliocephalus ハイガシラオオコウモリ
  - Pteropus pselaphon オガサワラオオコウモリ
  - Pteropus pumilus パルマスオオコウモリ
  - Pteropus rayneri ソロモンオオコウモリ
  - Pteropus rennelli レンネルオオコウモリ
  - Pteropus rodricensis ロドリゲスオオコウモリ
  - Pteropus rufus マダガスカルオオコウモリ
  - Pteropus samoensis サモアオオコウモリ
  - Pteropus scapulatus オーストラリアオオコウモリ
  - Pteropus seychellensis セーシェルオオコウモリ
  - Pteropus speciosus クリイロオオコウモリ
  - Pteropus subniger マスカリンオオコウモリ
  - Pteropus temminckii テミンクオオコウモリ
  - Pteropus tokudae トクダオオコウモリ
  - Pteropus tonganus トンガオオコウモリ
  - Pteropus tuberculatus ピーターオオコウモリ
  - Pteropus ualanus コスラエオオコウモリ
  - Pteropus vampyrus ジャワオオコウモリ
  - Pteropus vetulus ニューカレドニアオオコウモリ
  - Pteropus voeltzkowi ペンバオオコウモリ
  - Pteropus woodfordi ソロモンヒメオオコウモリ
  - Pteropus yapensis ヤップオオコウモリ
  - Pteropus woodfordi　 ソロモンヒメオオコウモリ
  - Pteropus yapensis　 ヤップオオコウモリ